# Quimificação
Quimificação é um processo químico do sistema digestivo que é conversão das substâncias alimentícias no bolo alimentar chamado quimo, no estômago. Ela é uma digestão gástrica que age sobre grande parte de proteínas (macromoléculas), transformado-as em peptídeos e aminoácidos (micromoléculas) reduzindo também pequena parte de gorduras para facilitar à quilificação.